# Javier Carrasco Soriano
Javier Carrasco Soriano (n. Sevilla en el 15 de noviembre de 1978) más conocido como Javi Carrasco, es un entrenador español de baloncesto que actualmente dirige al Kolossos Rodou BC de la A1 Ethniki.

## Trayectoria
Carrasco llegó en 2005 al Club Baloncesto Sevilla para trabajar en la cantera y años después formó parte del cuerpo técnico que compitió en LEB Plata con el filial. 
En 2010 daría el salto al primer equipo como técnico asistente y formaría parte de los cuerpos técnicos de entrenadores como Joan Plaza, Aíto García Reneses, Luis Casimiro, Žan Tabak, Alejandro Martínez y Curro Segura.
Carrasco ejercería como primer entrenador en dos breves etapas: una en la temporada 2014-15 tras la salida de Scott Roth y otra en la temporada 2017-18 tras la salida de Óscar Quintana. 
En la temporada 2018-19, formó parte del cuerpo técnico que logró el ascenso desde LEB Oro a Liga ACB, temporada en la que el conjunto verdiblanco conquistó la Copa Princesa. 
El 7 de julio de 2023, firma como entrenador del Real Betis Baloncesto de la Liga LEB Oro.
El 6 de noviembre de 2023, es destituido como entrenador del Real Betis Baloncesto.
El 22 de enero de 2025, firma por el Kolossos Rodou BC de la A1 Ethniki.

## Clubs
- 2007-08. Qalat Cajasol. Liga LEB Plata. Entrenador Ayudante
- 2010-23. Real Betis Baloncesto. Liga LEB Oro. Entrenador Ayudante
- 2023. Real Betis Baloncesto. Liga LEB Oro. Entrenador
- 2025-actualidad. Kolossos Rodou BC. A1 Ethniki. Entrenador.